# 香港設計職人工會
香港設計職人工會（英語 : Hong Kong Design Individuals Union，首字母縮略字：HKDIU，原名 : 香港設計產業工會） 於2020年3月3日成立，職工會登記編號為1409。是香港現時唯一以純僱員為主的設計界工會，同時是2019年反修例運動期間所成立新工會之一。香港設計職人工會以維護設計師職場上的勞工權益，捍衛設計自身價值為目標。其主張為香港設計界營造一個良好的業界環境，使每位設計師都能盡展所長，共同建立代表香港的設計。

## 宗旨
- 擁抱自由民主
- 維護設計師權益及設計價值
- 團結設計界，建立代表香港的設計

## 目標
- 團結設計界，將設計師立場傳達到社會上
- 改變設計界生態
- 提升香港設計師的權益及地位

## 會員資格
- 通常在香港居住
- 現時受僱於設計職業之僱員

## 外部連結
- 香港設計職人工會 官方網站 （页面存档备份，存于）
- 香港設計職人工會 Facebook專頁 （页面存档备份，存于）
- 香港設計職人工會 Twitter （页面存档备份，存于）
- 香港設計職人工會 Telegram Channel （页面存档备份，存于）
- 香港設計職人工會 Instagram （页面存档备份，存于）